# Judo na Igrzyskach Ameryki Środkowej i Karaibów 2006
Turniej judo na igrzyskach Ameryki Środkowej i Karaibów odbył się w dniach 25-29 lipca 2006 roku w Cartagena de Indias.

## Klasyfikacja medalowa
Gospodarz zawodów został zaznaczony kolorem.
| Miejsce | Państwo    |    |    |    | Razem |
| ------- | ---------- | -- | -- | -- | ----- |
| 1       | Kuba       | 16 | 3  | 3  | 22    |
| 2       | Wenezuela  | 3  | 4  | 12 | 19    |
| 3       | Kolumbia   | 2  | 2  | 5  | 9     |
| 4       | Dominikana | 1  | 6  | 5  | 12    |
| 5       | Haiti      | 0  | 3  | 1  | 4     |
| 6       | Meksyk     | 0  | 2  | 6  | 8     |
| 7       | Portoryko  | 0  | 1  | 6  | 7     |
| 8       | Honduras   | 0  | 1  | 0  | 1     |
| 9       | Salwador   | 0  | 0  | 4  | 4     |
| 10      | Gwatemala  | 0  | 0  | 2  | 2     |
| Razem   | Razem      | 22 | 22 | 44 | 88    |

## Medaliści

### Mężczyźni
| Konkurencja: | Złoto: | Srebro:                                                                                       | Brąz: |
| −55kg        | Robert A. Gómez                                                                                             | Jorge Morales                                                                                 | Roberto A. Paz Leoncio E. Torres |
| −60kg        | Javier Guédez                                                                                               | Ángelo Gómez                                                                                  | Modesto Lara Juan L. Román |
| −66kg        | Yordanis Arencibia                                                                                          | Juan Jacinto                                                                                  | Armando L. Ortiz Ludwing Ortiz |
| −73kg        | Ronald Girones                                                                                              | Marcos A. Figueredo                                                                           | Jairo A. Vargas Richard León |
| −81kg        | Óscar Cárdenas                                                                                              | Jean V. Tibert                                                                                | Franklin Cisneros Abderramán Brenes |
| −90kg        | Jorge J. Benavides                                                                                          | José Camacho                                                                                  | Alexis Chiclana Julián Gutiérrez |
| −100kg       | Oreidis Despaigne                                                                                           | Teófilo Diek                                                                                  | Hugo E. Zepeda Daniel Insua |
| Ponad 100kg  | Óscar Brayson                                                                                               | Luis Morán                                                                                    | Joel Brutus Leonel Wilfredo Ruíz |
| −Open        | Óscar Brayson                                                                                               | Joel Brutus                                                                                   | José Camacho Félix Lebrón |
| Kata         | Glatenferd Escobar Luis G. Montes                                                                           | Wilkin O. Agando Orlando Cruz                                                                 | Ismael Borboña Johany Columbié Chi Meing Leung Ludwing Ortiz |
| Drużynowo    | Kuba · Yordanis Arencibia · Óscar Cárdenas · Jorge J. Benavides · Oreidis Despaigne · Tenochtitlán Cárdenas | Meksyk · Armando L. Ortiz · Víctor Palafox · Julián Gutiérrez · Hugo E. Zepeda · Claudio Zupo | Wenezuela · Ludwing Ortiz · José Camacho · Yemer López · Daniel Insua · Leonel Wilfredo Ruíz · Dominikana · Juan Jacinto · Franklin D. Pérez · Amado A. Santos · Teófilo Diek · José Vásquez |

### Kobiety
| Konkurencja: | Złoto:                                                                                     | Srebro:                                                                                    | Brąz: |
| −44kg        | Dayaris Mestre                                                                             | Milagros González                                                                          | Evelin M. Rodríguez Luz A. Álvarez |
| −48kg        | Yanet Bermoy                                                                               | Lisseth J. Orozco                                                                          | Silvia Arteaga Zuleyma P. García |
| −52kg        | Neila S. Melo                                                                              | María García                                                                               | Flor Velázquez Edilia Amorós |
| −57kg        | Yurisleidys Lupetey                                                                        | Ange Jean Baptiste                                                                         | Yuri Alvear Deglimar Aguillón |
| −63kg        | Driulis González                                                                           | Jessica García                                                                             | Yadinis Amaris Audrey A. Puello |
| −70kg        | Yalennis Castillo                                                                          | Ysis Barreto                                                                               | Verónica S. Mendoza Roxana García |
| −78kg        | Yurisel Laborde                                                                            | Ana A. Carrillo                                                                            | Mirla G. Nolberto Keivi Pinto |
| Ponad 78kg   | Ivis Dueñas                                                                                | Giovanna Blanco                                                                            | Vanessa Zambotti Melissa Mojica |
| Open         | Giovanna Blanco                                                                            | Rosalín Bermúdez                                                                           | Melissa Mojica Mabel Henríquez |
| Kata         | Yeraldit Fernández Flor Velázquez                                                          | Margarita R. Castaño Liliana P. Ibarra                                                     | Blanca V. Crespo Norelis Gavilán Miriam del R. Ruiz Elsa V. Fernández |
| Drużynowo    | Kuba · Yanet Bermoy · Driulis González · Yalennis Castillo · Yurisel Laborde · Ivis Dueñas | Dominikana · María García · Audrey A. Puello · Yemy Olivo · Leydi Germán · Mabel Henríquez | Wenezuela · Flor Velázquez · Mayerling Barreto · Ysis Barreto · Keivi Pinto · Giovanna Blanco · Kolumbia · Lisseth J. Orozco · Neila S. Melo · Yadinis Amaris · Yuri Alvear · Anny Cortez |